# نورته، پایان تاریخ
نورته، پایان تاریخ (تاگالوگ: Norte, Hangganan ng Kasaysayan و انگلیسی: Norte, the End of History) فیلمی در ژانر جنایی محصول کشور فیلیپین به کارگردانی لاو دیاز است که در سال ۲۰۱۳ میلادی منتشر شد. مدت زمان فیلم، ۲۵۰ دقیقه است.
فیلم در بخش جایزه برای کارهای نو و نگاهی نو جشنواره فیلم کن و همچنین در بخش اصلی جشنواره فیلم نیویورک؛ در سال ۲۰۱۳ میلادی به نمایش درآمد.
فیلم، برای شرکت در بخش بهترین فیلم خارجی‌زبان، از سوی فیلیپین برای حضور در هشتاد و هفتمین دوره جوایز اسکار برگزیده شد اما راه نیافت.

## خلاصه داستان
داستان فیلم دربارهٔ سه شخصیتی است که داستان‌های‌شان به صورت موازی به هم مرتبط است. فابیان پرتره‌ای از یک یاغی (و به زعمِ خود هنرمند) است ــ یک فیلسوف ناچیز یا یک سالوس تمام‌عیار ــ که کاری ندارد جز ایراد خطابه‌های خیالبافانه، در همان حال که خود را از هرچه که نشانی از عمل‌گرایی جدی دارد دور نگاه داشته است؛ با این حال فابیان تحت شرایطی ناگزیر از ارتکاب به یک عملِ آنیِ آنارشیستیِ قتل می‌شود. زندگیِ فابیان با همین یک عمل به ورطهٔ سقوط می‌افتد. خوآکین، مرد دیگری، به خاطر جنایت او به زندان می‌افتد و فابیان برای اینکه همدردی‌اش را با الیزا ــ زن خوآکین ــ نشان دهد، به زور به او در خیابان پول می‌دهد یا آن را پُشت چرخ‌دستی سبزی‌فروشی او می‌گذارد تا از بارِ فلاکت شوهرش بکاهد یا آن را از بین ببرد؛ ولی هرگز تا آنجا پیش نمی‌رود که اعتراف یا خودش را تسلیم کند. بلکه در عوض، فابیان ترجیح می‌دهد تا در گمنامی فروبرود تا آخرین بار او را در نمایی دور ببینیم که با قایقی روی آب [به سوی سرنوشتی نامعلوم] در حرکت است...